# Sélection de la ville hôte pour les Jeux olympiques de 2030 et 2034
Le processus de sélection de la ville hôte pour les Jeux olympiques et paralympiques 2030 est organisé par le Comité international olympique (CIO) en 2023–2024. En octobre 2023, il décide de désigner en même temps la ville hôte pour les Jeux olympiques et paralympiques de 2034 ; cette décision s'appuie sur un rapport qui fait état d'une réduction du nombre d'hôtes potentiels d'ici 2040 en raison du réchauffement climatique.

## Échéancier de sélection
Les 12 et 13 octobre 2023, le CIO organise une session de travail sur la localisation des Jeux d'hiver dans le contexte de la crise climatique et décide d'une potentielle double attribution des Jeux pour 2030 et 2034,. La 140e session du CIO est organisée du 15 au 17 octobre 2023 à Bombay pour choisir les villes finalistes.
Entre fin novembre et début décembre 2023, la commission exécutive du CIO commence la phase de dialogue ciblé avec les villes finalistes, pour une désignation officielle lors de la 142e session du CIO tenue pendant les Jeux olympiques d'été de 2024.

### Commission de futur hôte pour les Jeux d'hiver
La commission de futur hôte a pour mission de : 
- étudier, suivre et susciter en permanence l'intérêt pour les futures éditions des Jeux olympiques d'été, des Jeux olympiques d'hiver et des Jeux olympiques de la jeunesse (JOJ) ;
- rendre compte régulièrement à la commission exécutive ;
- conseiller la commission exécutive et lui adresser des recommandations s'agissant des hôtes potentiels des Jeux olympiques d'été, des Jeux olympiques d'hiver et des JOJ afin de lui permettre de réagir aux situations et opportunités nouvelles.

La composition complète de la commission qui supervise les candidatures est la suivante :
| Membres du CIO (4)                                                                       | Autres membres (4) |
| ---------------------------------------------------------------------------------------- | --- |
| - Karl Stoss (président) - Danka Barteková - Astrid Uhrenholdt Jacobsen - Samira Asghari | - Zhang Hong (Commission des athlètes olympiques) - Colin Grahamslaw (AIOWF) - Neven Ilic (ANOC) - Rita van Driel (Comité international paralympique) |

Octavian Morariu avait d'abord été choisi pour diriger la commission mais a choisi de démissionner en juillet 2021.

## Phases de dialogue
Selon les règles de conduite de la commission de futur hôte, le nouveau système de candidature du CIO est divisé en deux étapes de dialogue :
1. dialogue continu : discussions sans engagement entre le CIO et les parties intéressées (villes, régions, pays et comités nationaux olympiques) concernant l'accueil de futures épreuves olympiques ;
2. dialogue ciblé[6] : discussions ciblées avec une ou plusieurs parties intéressées (appelées « hôtes préférés »), selon les instructions de la commission exécutive du CIO.

Une fois le dialogue ciblé entamé, aucune autre ville, région ou comité national olympique ne peut se porter candidat à l'accueil de l'édition des Jeux. À l'issue du dialogue ciblé, la commission exécutive peut soumettre un ou plusieurs hôtes pressentis au vote lors de la session du CIO dédiée.

## Villes candidates
- États-Unis, Salt Lake City[7]
- France, Provence-Alpes-Côte d'Azur et Auvergne-Rhône-Alpes[7],[8]
- Suède, Stockholm-Åre[7]
- Suisse, pays hôte[9].

Salt Lake City a fait part de sa préférence pour les Jeux olympiques d'hiver de 2034, tout en restant ouvert à l'accueil de l'édition de 2030 si nécessaire. La candidature suisse se projette également sur 2030, 2034 et 2038.
Le 29 novembre 2023, la commission exécutive du CIO a respectivement invité le Comité national olympique et sportif français (CNOSF) et le Comité olympique et paralympique des États-Unis (USOPC) à un dialogue ciblé en vue d'accueillir les Jeux olympiques et paralympiques d'hiver 2030 dans les Alpes françaises, et l'édition 2034 à Salt Lake City-Utah.
La vision du projet Switzerland 203x inclut également une manifestation d'intérêt pour de futurs Jeux jusqu'en 2038. Le CIO a ainsi décidé de ne pas engager de discussions avec d'autres hôtes potentiels des Jeux olympiques et paralympiques d'hiver 2038. Le projet suédois est lui écarté.

### Candidatures abandonnées
- Espagne et  France, Pyrénées-Barcelone. La candidature de Barcelone est soutenue pour 2022 puis 2026, puis encore pour 2030 comme candidature jointe avec les Pyrénées françaises. Des conflits entre les régions espagnoles poussent au retrait de la candidature en 2022[réf. nécessaire].
- États-Unis, Denver. Denver est pressentie comme ville candidate, mais le Comité olympique américain préfère finalement le projet de Salt Lake City[13].
- Japon, Sapporo. Des représentants de Sapporo, ville organisatrice des Jeux olympiques d'hiver de 1972, indiquent que la ville réfléchit à une candidature pour les Jeux d'hiver de 2030 ou de 2034[14]. Ils souffrent cependant des affaires de corruption des Jeux olympiques d'été de 2020[réf. nécessaire]. La ville de Sapporo annule finalement sa campagne pour 2030, mais pas pour 2034[7].